# ATC code P03
ATC code P03 کُشنده‌های انگل‌های خارجی، از جمله داروهای ضد جرب، حشره‌کش‌ها و دفع‌کننده‌های حشرات زیرگروهی درمانی از سیستم طبقه‌بندی شیمیایی درمانی آناتومیک است. این سیستمِ متشکل از کدهای حرفی‌عددی را سازمان جهانی بهداشت برای طبقه‌بندی داروها و سایر تولیدات پزشکی ایجاد کرده است. زیرگروه P03 جزوی از گروه آناتومیک P محصولات ضدانگل، حشره‌کش‌ها و دفع‌کننده‌های آفات و حشرات است.
ممکن است نسخه‌های ملی از طبقه‌بندی ATC حاوی کدهای اضافه‌ای باشند که در این فهرست (نسخهٔ سازمان جهانی بهداشت) نیامده باشند.

## P03A Ectoparasiticides, including scabicides

### P03AA Sulfur containing products
P03AA01 دی زانتوژن
P03AA02 Potassium polysulfide
P03AA03 Mesulfen
P03AA04 Disulfiram
P03AA05 Thiram
P03AA54 Disulfiram, combinations

### P03ABکلرcontaining products
P03AB01 ددت
P03AB02 گامابنزن هگزاکلراید
P03AB51 Clofenotane, combinations

### P03ACPyrethrines, including synthetic compounds
P03AC01 Pyrethrum
P03AC02 بیوآلترین
P03AC03 فنوترین
P03AC04 پرمترین
P03AC51 Pyrethrum, combinations
P03AC52 Bioallethrin, combinations
P03AC53 Phenothrin, combinations
P03AC54 Permethrin, combinations

### P03AX Other ectoparasiticides, including  scabicides
P03AX01 بنزیل بنزوات
P03AX02 Copper oleinate
P03AX03 مالاتیون
P03AX04 کواسیا
P03AX05 پلی‌دی‌متیل‌سیلوکسان
P03AX06 بنزیل الکل

## P03B Insecticides and repellents

### P03BA Pyrethrines
P03BA01 سیفلوترین
P03BA02 سیپرمترین
P03BA03 دلتامترین
P03BA04 ریسینولئیک اسید

### P03BX Other insecticides and repellents
P03BX01 دی‌ای‌ای‌تی
P03BX02 دی‌متیل فتالات
P03BX03 دی‌بوتیل فتالات
P03BX04 Dibutylsuccinate
P03BX05 Dimethylcarbate
P03BX06 اتوهگزادی ال